# Grisha Heyliger-Marten
Grisha S. Heyliger-Marten (Sint Maarten, 28 juli 1976) is een Sint Maartens politica en sinds 2020 lid van de Staten van Sint Maarten. Zij was voorzitter van de Staten van Sint Maarten van 26 november 2021 tot 27 oktober 2022.

## Leven en werk
Grisha Heyliger-Marten ging bedrijfskunde studeren aan de Florida Memorial University in de V.S. en vervolgens aan de Hogeschool van Arnhem & Nijmegen in Nederland, waar ze haar master gehaalde. Na een lange loopbaan bij de telecombedrijven TelEM en Smitcoms richtte zij een eigen marketingbureau op.
Bij de verkiezingen van 2020 debuteerde Heyliger-Marten als kandidaat nr.4 op de lijst van UP, de partij die door haar echtgenoot in 2010 werd opgericht. Zij staat bekend om haar kritische houding tegenover de Nederlandse regering en haar streven naar grotere vrijheid voor Sint Maarten om haar eigen koers te bepalen. Op 10 februari 2020 werd zij beëdigd als statenlid en werd zij tevens aangewezen als UP-fractieleidster. Na het ontslag van Roland Brison als statenvoorzitter in november 2021 werd zij gekozen als zijn opvolgster. Zij stapte 27 oktober 2022 op na een motie van wantrouwen van de Staten van Sint Maarten. Zij diende tevens meteen haar ontslag bij de partij in aangezien zij geen steun genoot als statenvoorzitter, noch als fraktieleider. Zij werd onafhankelijke statenlid. In januari 2023 sloot zich aan bij de Democratische Partij Sint Maarten, dit in aanloop naar de statenverkiezingen in januari 2024.
Heyliger-Marten is gehuwd met de voormalige politicus Theo Heyliger.